# Infecção do trato urinário
Uma infeção do trato urinário (ITU) é uma infeção que afeta parte do trato urinário.  Quando afeta a parte inferior do trato urinário denomina-se cistite ou infeção da bexiga. Quando afeta a parte superior do trato urinário denomina-se pielonefrite ou infeção do rim. Os sintomas mais comuns das infeções do trato urinário inferior são dor ao urinar, micção frequente e sentir vontade de urinar apesar de a bexiga estar vazia. Os sintomas mais comuns de uma infeção dos rins são idênticos aos do trato inferior, acrescidos de febre e dor nos lados do abdómen. São raros os casos em que se verifica sangue na urina. Em pessoas muito novas ou idosas, os sintomas podem ser vagos e não específicos.
A causa mais comum de infeção é a bactéria Escherichia coli, embora alguns casos raros possam ser causados por outras bactérias ou fungos. Os factores de risco incluem sexo feminino, relações sexuais, diabetes, obesidade e antecedentes familiares da doença. Embora as relações sexuais sejam um fator de risco, as ITU não são classificadas como infeção sexualmente transmissível. As infeções do rim geralmente ocorrem na sequência de uma infeção da bexiga, embora possam também ser causadas por bactérias no sangue. O diagnóstico de mulheres jovens pode ser baseado apenas nos sintomas. Em pessoas com sintomas vagos, o diagnóstico pode ser difícil, dado que pode haver presença de bactérias sem sinais de infeção. Em casos complicados ou quando o tratamento não está a ser eficaz, pode ser necessária uma cultura de urina.
Em casos não complicados, as ITU são tratadas com antibióticos de curta duração como nitrofurantoína ou trimetoprim/sulfametoxazol. No entanto, está a aumentar a resistência antibiótica a muitos dos antibióticos usados para tratar esta condição. Em casos complicados, podem ser necessários antibióticos de longa duração ou administrados por via intravenosa. Quando os sintomas não melhoram em dois ou três dias, podem ser necessários mais exames de diagnóstico. A fenazopiridina pode ajudar a aliviar os sintomas. Em pessoas com presença de bactérias ou leucócitos na urina, mas sem sintomas, geralmente não são necessários antibióticos, embora o possam ser durante a gravidez. Em pessoas com infeções frequentes, podem ser administrados antibióticos de curta duração assim que os sintomas se manifestam, ou administrados antibióticos de longa duração como medida de prevenção.
Em cada ano, cerca de 150 milhões de pessoas desenvolvem uma infeção do trato urinário. A condição é mais comum entre mulheres do que entre homens. Nas mulheres, são a forma mais comum de infeções bacterianas. Em cada ano, cerca de 10% das mulheres desenvolvem uma ITU e metade de todas as mulheres contrai uma ITU pelo menos uma vez na vida. As ITU são mais frequentes entre os 16 e 35 anos de idade. As recorrências são comuns. As infeções do trato urinário têm sido descritas desde a Antiguidade. A primeira descrição documentada encontra-se no Papiro Ebers, datado de 1550 a.C.

## Classificação
A infecção do trato urinário pode ser dividida segundo os órgãos acometidos: uretra, bexiga, ureter, pelve e parênquima renal, fáscia e gordura perirenal. Assim, ela pode ser dividida em:
- Cistite : normalmente se refere à infecção da bexiga, causada geralmente por bactérias. Muitas vezes o termo é usado como sinônimo de ITU por médicos e leigos. Cabe lembrar que a terminação "ite" à rigor remete à inflamação, podendo essa ser causada por agentes químicos e por radioterapia que afetem a bexiga.
- Uretrite: infecção da uretra. Pode ser causada por uma doença sexualmente transmissível como gonorreia ou clamídia ou por um desequilíbrio da flora bacteriana normal por excesso de limpeza. Não se deve usar sabão antibactericida regularmente.[19]
- Pielonefrite: Infecção mais alta, dos rins. É uma infecção de maior gravidade. Pode evoluir com formação de abcesso e sepse grave.

A ITU ainda pode ser dividida em complicada e não complicada. Complicada quando vem associada à alterações funcionais ou anatômicas das vias urinárias (exemplo: rim em ferradura, rim ectópico, refluxo vesico-uretral) e não complicada quando não associada a alterações anatômicas.
A bacteriúria assintomática é a colonização da urina por bactérias sem  a presença de sintomas. É caracterizada pela presença de mais de 100.000 UFC na urina. Mais comum em pacientes mais idosos ou com sonda vesical, pode estar presente em pessoas jovens e saudáveis.

## Sinais e sintomas
A infecção do trato urinário começa normalmente com um quadro localizado de cistite (infecção da bexiga). O paciente começa com uma dor/queimação ao urinar (disúria) muito incômoda, dor no baixo ventre e o aumento do número de vezes que precisa urinar, só que paradoxalmente fazendo apenas "poucas gotinhas" de cada vez (polaciúria, que ocorre devido à irritação da bexiga). Sangramento leve não é sinal de gravidade e pode ocorrer. Por outro lado, febre associada, dor nas costas importante e queda do estado geral necessitam de avaliação de um serviço de emergência, pois indicam que a doença progrediu e atingiu os rins, causando uma pielonefrite.
No entanto, pacientes idosos e imunodeprimidos podem apresentar um quadro atípico, com ITU sem dor ao urine sem polaciúria. Muitas vezes esses pacientes apresentam apenas uma queda do estado geral ou um episódio de confusão mental. Às vezes, evoluem com infecção dos rins com febre baixa ou mesmo sem febre, o que dificulta o diagnóstico. Em crianças o quadro pode ser de febre sem outros sinais (sem sinais localizatórios), dor na palpação da barriga ou choro ao urinar.
Sinal de Giordano (Murphy Renal) é o nome da dor produzida pela punho-percussão ("soquinhos" com o punho fechado) nas costas. Pode ser um sinal de infecção alta das vias urinárias quando associada a outros sintomas.

## Causas

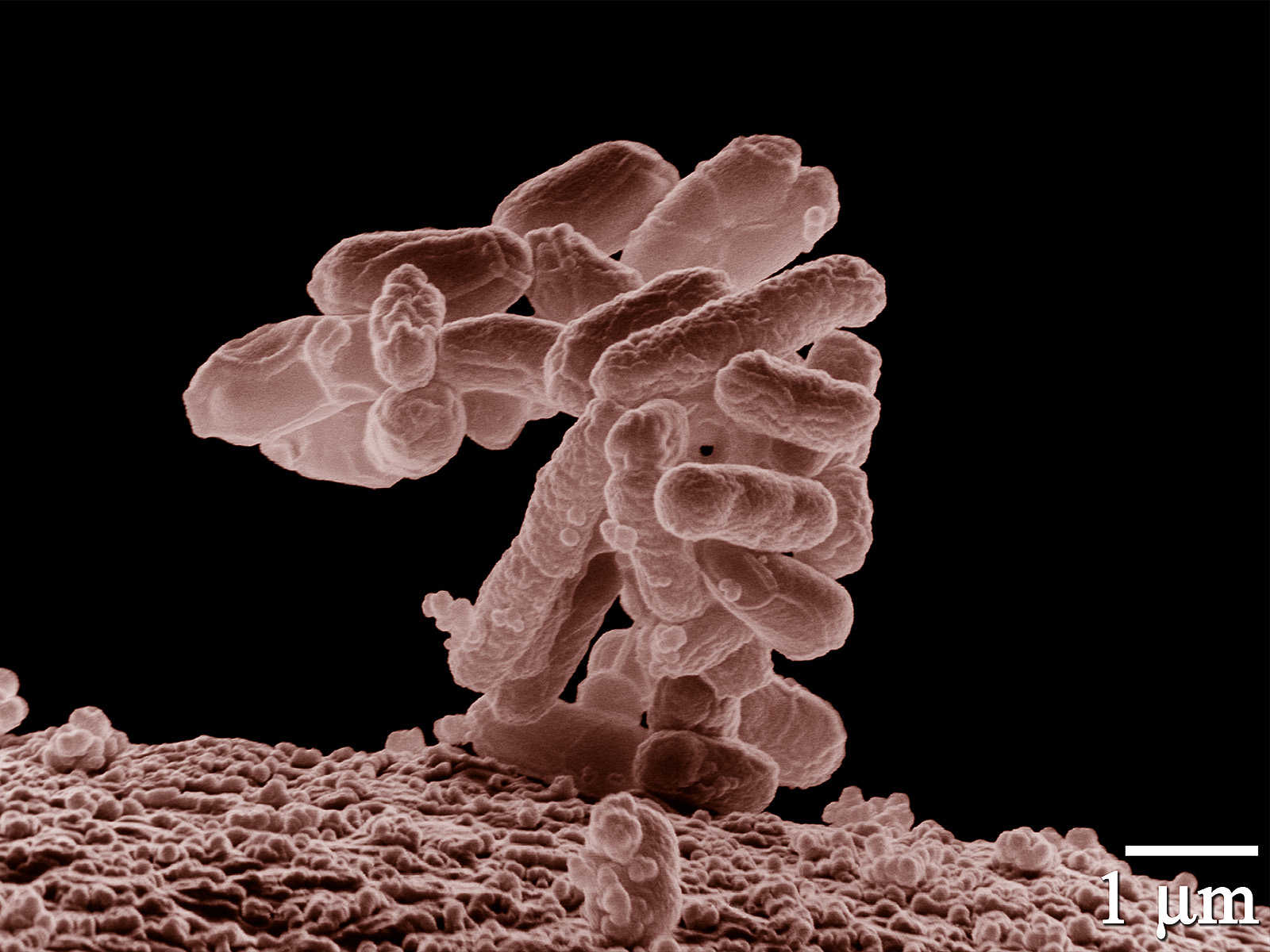
Escherichia Coli no microscópio eletrônico. Bactéria da flora normal que pode causar ITU

A ITU é causada por bactérias, fungos e outros microorganismos que infectam o trato urinário (rim, ureter, bexiga e uretra).
Os principais micro-organismos envolvidos são as bactérias Gram negativas, com a escherichia coli sendo a mais prevalente tanto em indivíduos saudáveis como em pacientes com algum fator de risco como sonda vesical ou em idosos. Essas bactérias estão normalmente presentes na flora intestinal. O sexo feminino normalmente é mais afetado devido à proximidade da uretra com o ânus e por ela ser muito mais curta que a uretra masculina. Quando não tratada adequadamente a infecção pode causar complicações, levando a infecção dos rins e das vias urinárias superiores, passando a ser denominada de pielonefrite. Outros gram negativos importantes são a klebsiella, acinetobacter sp e pseudomonas sp.
No homem, normalmente a infecção do trato urinário está associada com o aumento da próstata, como na hiperplasia prostática benigna. Um dos mecanismos de defesa do sistema urinário seria o fluxo constante de urina, responsável pela "limpeza" constante de bactérias que eventualmente caiam ali. Com a obstrução ou diminuição desse fluxo, como no aumento da próstata, as bactérias teriam mais tempo para se estabelecer e proliferar.
Meninos com fimose têm mais facilidade de adquirirem ITU por proteus mirabilis, mas ainda sim o agente escherichia coli é o mais comum.
Staphylococcus saprophyticus e enterococcus são uropatógenos gram positivos. Candida albicans é um exemplo de fungo que causa ITU em indivíduos debilitados ou imunodeficientes.

### Fatores de risco
Infecções urinárias são mais comuns em:
- Mulher
- Pessoas com diabetes mellitus
- Mulheres que usam diafragma como método contraceptivo
- Pessoas com histórico de cálculos renais (pedras nos rins)
- Pessoas com sonda vesical
- Portadores de complicações com a próstata
- Idosos
- Pessoas com imunodeficiência

## Diagnóstico
Em mulheres saudáveis, não gestantes e com um quadro clássico de infecção urinária, ou seja, dor ao urinar, dor em baixo ventre e polaciúria, não são necessários exames. Nesse caso, eles podem inclusive atrasar o tratamento, aumentando gastos e podendo a doença evoluir.
Na presença de gestação, paciente do sexo masculino, criança, quadro atípico ou suspeita de uma complicação como pielonefrite, é prudente solicitar urina I e urocultura.

## Prevenção
Existem algumas medidas importantes que podem prevenir as infecções do trato urinário, tais como:
- Manter cuidados com a higiene pessoal;
- Evitar transportar as bactérias da região anal para a uretra, para isso, as meninas devem ser orientadas desde cedo a fazer a higiene da frente para trás sempre que usarem o banheiro;
- Lavar as mãos antes e após de utilizar o banheiro;
- No banho, as mulheres e meninas devem lavar-se sempre na direção da frente para trás;
- Durante o período menstrual os absorventes devem ser trocados várias vezes, pois o sangue menstrual é um meio de proliferação de bactérias;
- Ingerir bastante água, pelo menos 2 litros por dia;
- Não reter a urina por longos períodos, o ideal é urinar a cada duas ou três horas;
- Para mulheres que sofrem de ITU após atividade sexual, recomenda-se ingerir água antes e depois da relação, para que, após o ato, esvaziem a bexiga o quanto antes. Com este procedimento simples, as bactérias que podem ter entrado na uretra são expelidas.

## Tratamento
Nas formas clássicas não complicadas, o tratamento de base é feito com antibióticos por via oral a curto período de tempo - 3 a 5 dias. Infelizmente a resistência bacteriana, especialmente a sulfametoxazol-trimetroprim e quinolonas, tem dificultado o tratamento. A fosfomicina trometamol vem surgindo como opção de primeira linha, como dose única que equivale, em estudos clínicos, a 5 dias de tratamento com quinolona e macrodantina. Pode-se usar, como alternativa, uma cefalosporina de 1º geração como a cefalexina (Keflex), sulmetoxazol-trimetropim (Bactrim), Macrodantina ou uma quinolona (Norfloxacina ou ciprofloxacina, esta última com alcance para pielonefrite).
O cloridrato de fenazopiridina, marca comercial Pyridium, pode ser tomado por via oral, aliviando o desconforto urinário da doença, mas não tratando a infecção, pois não é um antibiótico. Pode deixar a urina alaranjada.
A bacteriúria assintomática não deve ser tratada de rotina, com algumas exceções. Nas gestantes por exemplo, ITU ou bacteriúria assintomática devem ser tratadas por 7 dias por via oral pelo risco de trabalho de parto precoce e infecção amniótica e neonatal - lembrar que o uso de Bactrim e quinolonas pode ser teratogênico e deve ser evitado na gestação. A fosfomicina trometamol é segura na gravidez e é usada há décadas sem problemas nesta população.
A pielonefrite é um quadro mais grave, podendo a vitima evoluir com queda do estado geral e sepse grave. Por isso, muitas vezes é necessário internação e antibiótico por via endovenosa e coleta de exames.

## Epidemiologia
Infecções do trato urinário são a infecção bacteriana mais frequente em mulheres. Ocorrem quatro vezes mais frequentemente em mulheres do que homens, sendo mais frequentemente entre as idades de 16 e 35 anos. Também são comuns em crianças menores de um ano, chegando a quase 10%. Cerca de 10% das mulheres contrai uma infecção por ano e 60% relataram já ter tido alguma infecção em algum momento de suas vidas. As recorrências são comuns, com quase metade das pessoas recebendo uma segunda infecção dentro de um ano. A pielonefrite ocorre entre 20-30 vezes com menos frequência que cistite.
Infecções do trato urinário são a causa mais comum de infecções hospitalares, que representam aproximadamente 40%.

## Em crianças
O quadro clínico em crianças pode ser atípico, e depende muito da idade. Os Recém Nascidos podem se apresentar com sepse neonatal e sintomas não específicos, como choro, febre sem outros sinais (sem sinais localizatórios), hipoglicemia, tremores, convulsão e febre. Em crianças um pouco maiores, até os 2 ou 3 anos, as queixas também podem ser vagas: recusa ou choro ao urinar, dor abdominal, queda do estado geral e febre sem sinais (aliás, vale lembrar que uma importante causa de febre sem sinais entre 1 e 3 meses é a ITU, causa que deve ser excluída em muitos protocolos).
Em pré escolares (a partir de 3 anos de idade) e escolares (5a anos), quando a criança consegue verbalizar o que sente, o diagnóstico fica mais evidente.
Um conceito importante de ITU em crianças é a chance aumentada de lesão renal. Essa sequela deve ser evitada com diagnóstico e tratamento precoces. Apesar da importância do tema, existem vários protocolos de infecção do trato urinário em crianças, podendo existir pequenas diferenças na investigação e conduta entre centros de estudo.

### Agente etiológico
O principal agente é a escherichia Coli, bactéria Gram negativa da flora normal do intestino. Klebsiella sp, outro Gram negativo, também pode ser encontrada. Proteus mirabillis pode estar presente em meninos com fimose e staphylococcus saprophyticus tende a incidir mais em meninas maiores que já iniciaram a atividade sexual (incidência aos 13 anos, sempre lembrando que escherichia coli é sempre a mais prevalente).

### Diagnóstico
Depende da idade, quadro clínico e estado geral. Um ponto crucial é a coleta da urocultura, que deve seguir a técnica correta de acordo com a idade. No geral, urocultura de jato médio deve ser usada para crianças com controle vesical (que não usa fralda), após assepsia correta e ajuda de um adulto. Para crianças menores deve se optar pela sondagem vesical, embora muitos pais possam achar o procedimento desnecessário - e, portanto, deve ser conversado e explicado a importância do exame com calma. O padrão ouro é a punção suprapúbica, porém é um método ainda mais invasivo. De modo geral, utiliza-se mais a sondagem vesical.
Saco coletor é o pior método: descarta ITU se negativo, mas não faz diagnóstico devido à alta chance de contaminação do exame. No geral, não é um método utilizado nos protocolos modernos de rotina.

### Acompanhamento
Diferentemente da mulher adulta, algumas crianças devem ser acompanhadas em ambulatório e investigadas para fatores que contribuam para o desenvolvimento de ITU. A idade de corte varia de protocolo para protocolo e depende também do sexo (meninos são mais investigados do que meninas). É importante, se indicada a investigação, solicitar uretrocistografia miccional para pesquisa de refluxo vésico-ureteral. O ultrassom de vias urinárias, como rastreio/pesquisa inicial, não é consenso, mas pode ser uma boa opção em países onde o pré-natal não é bom (alguns estudos apontam que o Ultrassom de terceiro trimestre de gestação já cumpre o papel de mostrar possíveis alterações nas vias urinárias de crianças que mais tarde apresentarão ITU).